# Opekta (Markenname)

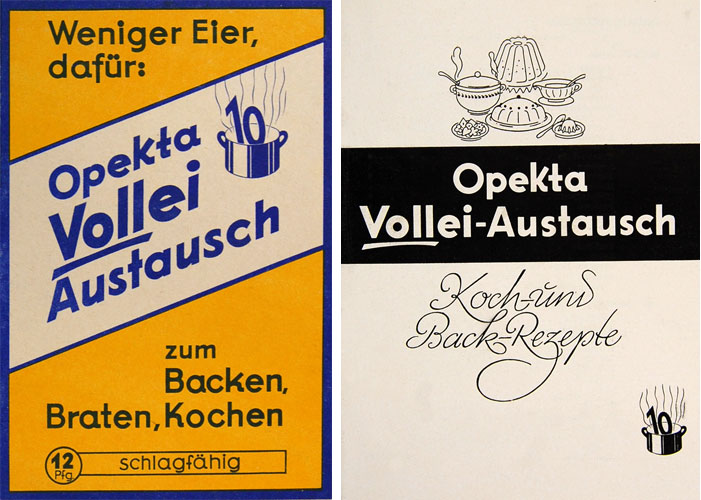
Opekta Vollei-Austauschstoff und passendes Backbuch

Opekta war 1928 die erste deutsche Marke für Pektin und pektinhaltige Produkte zwecks Herstellung von Marmeladen und Fruchtgelees – als erster Hersteller in Packungsgrößen für Privathaushalte.

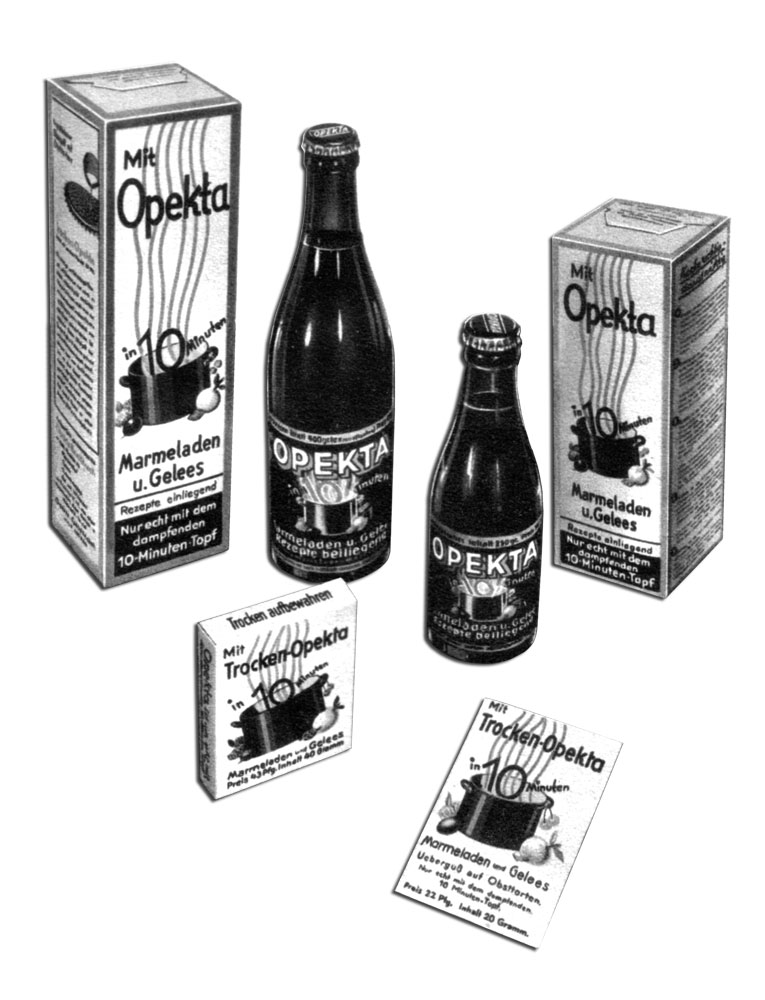
Produktpalette 1931: Opekta flüssig und Opekta trocken

Opekta ist ein Kunstwort aus »Obstpektin aus dem Apfel«. Opekta wurde schnell zum Gattungsnamen für derartige Geliermittel als Zubereitungshilfe für selbst hergestellte Brotaufstriche aus Früchten. Hergestellt wurde in gleichnamiger Firma mit Stammsitz in Köln mit Niederlassungen in Amsterdam, Wien, Prag und Basel, welche als Groß- und Einzelhandel dienten. Ab 1982 wurde das Familienunternehmen mehrmals verkauft. Sämtliche Opekta-Produkte mit den Namen Opekta sind seit Mitte der 1990er Jahre vom Markt verschwunden.

## Geschichte der Marke
Die Marke Opekta wurde am 3. Mai 1928 durch die Opekta Gesellschaft m.b.H. in Köln, vertreten durch Firmengründer Robert Feix und Richard Fackeldey, erstmals ins Markenregister beim Deutschen Patent- und Markenamt eingetragen. Letztmals wurde sie von Dr. Oetker am 5. Juli 1999 registriert.
Geschützte Produktbereiche: Arzneimittel, chemische Produkte für medizinische und hygienische Zwecke, pharmazeutische Drogen und Präparate, Pflaster, Verbandstoffe, Tier- und Pflanzenvertilgungsmittel, Desinfektionsmittel, Konservierungsmittel für Lebensmittel, Weine, Spirituosen, Fruchtweine, Schaumweine, spiritushaltige Essenzen und Extrakte, Mineralwässer, alkoholfreie Getränke, alkoholfreie Essenzen und Extrakte, Badesalze, Kakao, Schokolade, Zuckerwaren, Back- und Konditorwaren, Hefe, Backpulver, diätetische Nährmittel, Malz, Futtermittel, Eis, Fleisch- und Fischwaren, Fleischextrakte, Konserven, Gemüse, Obst, Fruchtsäfte, Gelees, Kaffee, Kaffeesurrogate, Tee, Zucker, Sirup, Honig, Mehl, Teigwaren, Gewürze, Soßen, Senf, Kochsalz, Konfitüre; Konservierungsmittel für Lebensmittel; diätetische Nährmittel auf der Basis von Vitaminen, Spurenelementen und Mineralstoffen; diätetische Nährmittel auf der Basis von Kohlenhydraten; alkoholfreie flüssige Fruchterzeugnisse jeder Art.

### Produkte
Bekanntestes und beliebtestes Produkt aus dem Hause Opekta war das Produkt Opekta flüssig. Es wurde nur im Sommer und Nachsommer verkauft, wenn viel Obst vorhanden ist. Es war eine braune Flüssigkeit, wurde in braunen oder grünen Flaschen abgefüllt und hatte eine Haltbarkeit von maximal zwei Jahren, wobei es allerdings nicht schlecht wird, sondern nur die gewünschte Wirkung mehr und mehr verliert.
Opekta flüssig ist aus Pektin hergestellt und wird aus Apfeltrester gewonnen. Es soll unter anderem eine heilende Wirkung auf den Verdauungstrakt ausüben.
Pektin ist als natürlicher Bestandteil in fast allen Früchten enthalten, besonders aber in unreifen Äpfeln und Zitronen. Je unreifer die Früchte sind, desto mehr Pektin enthalten sie und umso fester ist die Konsistenz. Mit zunehmender Reife der Früchte baut sich das Pektin immer mehr ab, und die Festigkeit verringert sich. Beim Einmachen wird den Früchten Pektin mit Zucker (heute Gelierzucker oder Gelierpulver) hinzugefügt. Das Pektin bildet nach kurzem Erhitzen bei der Zubereitung zusammen mit dem Frucht-Zucker-Säure-Gemisch während des Erkaltens ein festes Gel.
Im Jahr 1937 kostete die Normalflasche 86 Pfennig (ausreichend für durchschnittlich acht Pfund Marmelade), die so genannte Doppelflasche kostete 1,53 Reichsmark.
Weitere bekannte Produkte aus dem Hause waren unter anderem
- Opekta trocken
- Opekta 2000
- Opekta Speise-Gelatine
- Opekta Gelierpulver für Tortenguß
- Opekta Zwei zu Eins
- Opekta Gelierzucker
- Opekta Gelierpulver für Desserts
- Opekta Gelavit (zuckersparendes Geliermittel)
- Opekta Zitronensäure (Citropekt)
- Opekta Vollei-Austausch und andere

Unter der Leitung der Schwartauer Werke kam am 1. August 1993 die Frisch-Frucht-Konfitüre Opekta auf den Markt, in den Varianten Kirschen, Erdbeeren und Himbeeren (250 g Glas).

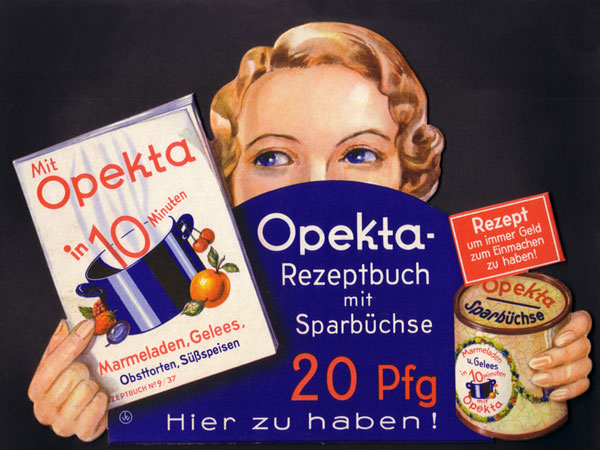
Durch Gratis-Beigaben Kunden gewinnen und binden (1937)

### Bücher und Rezepthefte
Des Weiteren wurden in der hauseigenen Versuchsküche immer wieder neue und ausgefallene Rezepte für Marmeladen entwickelt. Diese wurden dann von der Opekta-Gesellschaft in Büchern, Werbeprospekten oder Rezeptheften mit immer höheren Auflagen veröffentlicht. Die bekannteste Heft-Reihe war Mit Opekta in 10 Minuten und wurde seit 1929 verlegt. Die letzte überarbeitete 39. Auflage von 1989 weist im Impressum auf eine Gesamtauflage von 56.660.000 Exemplaren hin.
Weitere bekannte Rezeptbücher sind unter anderem:
- Das neue Opekta Rezeptbuch (Klammerheftung)
- Opekta-Rezepte Marmeladen Gelees Obsttorten Süßspeisen (32 Seiten, Klammerheftung)
- Die Welt der Marmelade – Das große Marmeladenkochbuch von Opekta (Spiralheftung)
- Bereite mit Opekta in 10 Minuten Marmeladen, Gelees, Obsttorten, Süßspeisen, Vanille- und Fruchteis. (Klammerheftung)

All diese und andere Opekta-Bücher sind nur noch antiquarisch verfügbar.

### Werbung
Opekta-Werbung erschien aber nicht nur in Büchern und Zeitschriften. Es gab unter anderem auch Blechschilder und später Fernsehwerbung.
Die Werbung waren anfangs meist sehr bunte und liebevoll gezeichnete Illustrationen mit viel Obst und meist mit mindestens einem blauen Kochtopf. Später folgte die Zahl ‚10‘ im dampfenden Kochtopf (was immer für die schnelle Kochzeit stand). Die in vielen Zeichnungen auftauchenden Kinder sollten nicht nur die Beliebtheit des Endproduktes – der Marmelade – bei Kindern darstellen, sondern auch auf die kinderleichte Handhabung des Produktes hinweisen.
Ab den 1950er-Jahren wurden die Zeichnungen nach und nach weniger und es kamen Produktfotos zum Einsatz.
Die firmeneigenen Farben Rot und Blau, die auch im Logo vorkamen, waren von Anfang an besonders auffällig.

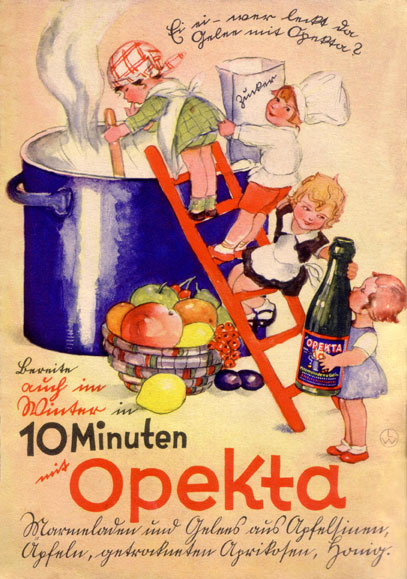
Opekta-Werbung Anfang der 1930er Jahre noch in Sütterlinschrift
Opekta-Werbung in der ‚Jüdischen Presse‘ Wien/Bratislava, Ausgabe vom 19. Juli 1935
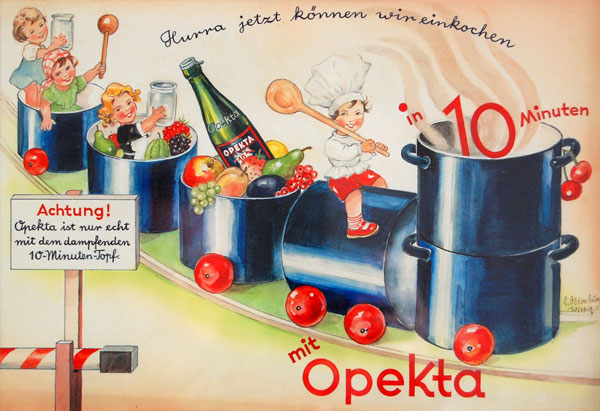
Opekta-Werbung „Hurra, jetzt können wir einkochen“, um 1950
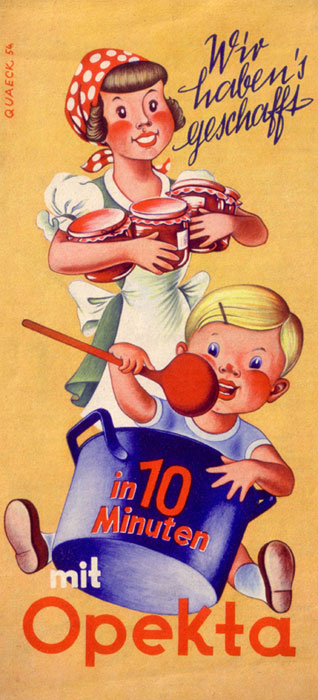
Opekta-Werbung „Wir haben's geschafft“, 1954

## Marmelade vs. Konfitüre
Vor der „Konfitüren-Verordnung“ vom 26. Oktober 1982 der Europäischen Gemeinschaft wurden Zubereitungen aus den verschiedensten Früchten als Marmelade bezeichnet. Deswegen findet man in der Opekta-Werbung bis 1982 immer nur die Begriffe „Marmeladen“ und „Gelees“. Ausnahme bildet allerdings die schweizerische Opekta.